# Charles Kingsford Smith
Charles Edward Kingsford Smith (9 de febrero de 1897-8 de noviembre de 1935), conocido por su apodo Smithy, fue un pionero de la aviación australiano. En 1928, adquirió fama mundial cuando hizo el primer vuelo a través del océano Pacífico, desde los Estados Unidos hasta Australia. También fue el primero que realizó un vuelo sin escalas a través de Australia, las primeras conexiones aéreas entre su país y Nueva Zelanda, el primer vuelo por el Pacífico hacia el este desde Australia hasta Estados Unidos y un vuelo de Australia a Londres en el que estableció un nuevo récord, de diez días y medio.

## Primeros años
Charles Edward Kingsford Smith nació el 9 de febrero de 1897 en Hamilton (un suburbio de Brisbane), Queensland, Australia, como el menor de los siete hijos de William Charles Smith (1852-1930), un gerente de banco, y Catherine Mary Kingsford (1857-1938), hija de Richard Ash Kingsford, miembro de la Asamblea Legislativa de la ciudad. Como con sus hermanos, los padres registraron a Charles con el apellido Smith; sin embargo, sus padres se dieron cuenta de que tener un apellido tan común como Smith llevaba a confusión, por lo que adoptaron el uso de "Kingsford Smith" como el apellido familiar.
Entre 1903 y 1907, él y su familia vivieron en Vancouver, Canadá. Después de regresar a Australia, asistió a la Escuela Católica San Andrés en Sídney, donde integró el coro de la iglesia como soprano. Más tarde, estudió ingeniería eléctrica en la Escuela Técnica de Sídney, conocida en la actualidad como la Secundaria Técnica de Sídney.
El 2 de enero de 1907, un grupo de guardavidas, que siete semanas más tarde fundaría el primer grupo para la conservación del surf en el mundo, salvó a Charles Kingsford Smith de morir ahogado en Bondi Beach, Nueva Gales del Sur.
Kingsford Smith se casó en dos ocasiones: su primera esposa fue Thelma Eileen Corboy (1901-1990), con quien contrajo matrimonio el 6 de junio de 1923 en Australia Occidental y de quien se separó en 1928; su segundo matrimonio fue con Mary Powell (1910-1997), el 10 de diciembre de 1930, en Melbourne. Charles y Mary tuvieron un hijo, Charles Arthur Kingsford Smith, nacido el 22 de diciembre de 1932. La familia vivió en Darling Point, Sídney.

## Primera Guerra Mundial y principios de su carrera
A los dieciséis años de edad, Kingsford Smith comenzó a trabajar para la compañía azucarera CSR Limited como aprendiz de ingeniero. En 1915, se enlistó en el Ejército australiano y fue enviado a servir a la península de Galípoli; al principio, se desempeñó como mensajero en motocicleta, pero más tarde fue transferido al Real Cuerpo Aéreo y obtuvo su permiso para volar en 1917.
En agosto de 1917, cuando servía en el Escuadrón número 23, recibió un disparo y sufrió heridas que llevaron a la amputación de una gran porción de su pie izquierdo. Obtuvo la Military Cross por su valentía en el campo de batalla. Ya que los médicos pronosticaban que su recuperación sería larga, Kingsford Smith obtuvo permiso para reposar en Australia y visitar a sus padres. De regreso en Inglaterra, se le asignaron tareas de instructor y fue ascendido a capitán. 
El 1 de abril de 1918, junto con otros miembros del Real Cuerpo Aéreo, Kingsford Smith fue transferido a la Royal Air Force, recientemente establecida. A principios de 1919, después de haber sido desmovilizado en Inglaterra, se unió a Cyril Maddocks, de Tasmania, para formar Kingsford Smith, Maddocks Aeros Ltd., una compañía que proveía un servicio de vuelos por placer en el norte de Inglaterra. Al principio usaban aviones Airco DH.6 de entrenamiento, y después B.E.2. Más tarde, Kingsford Smith trabajó como piloto de exhibición en los Estados Unidos, hasta que finalmente regresó a Australia en 1921. En su país natal hizo los mismos servicios y comenzó a planificar su vuelo pionero a través del Pacífico. El 2 de junio de 1921, después de haber solicitado su licencia de piloto (con el nombre "Charles Edward Kingsford-Smith"), se convirtió en uno de los primeros pilotos comerciales de Australia cuando Norman Brearley lo seleccionó para volar en la recientemente formada West Australian Airways.

## Vuelo transpacífico de 1928

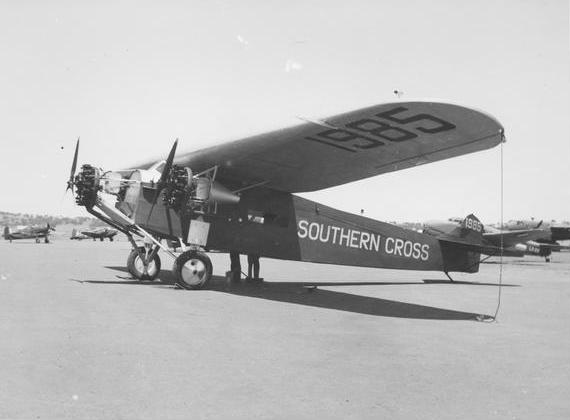
El Southern Cross en una base aérea de la Real Fuerza Aérea Australiana, cerca de Canberra, en 1943.

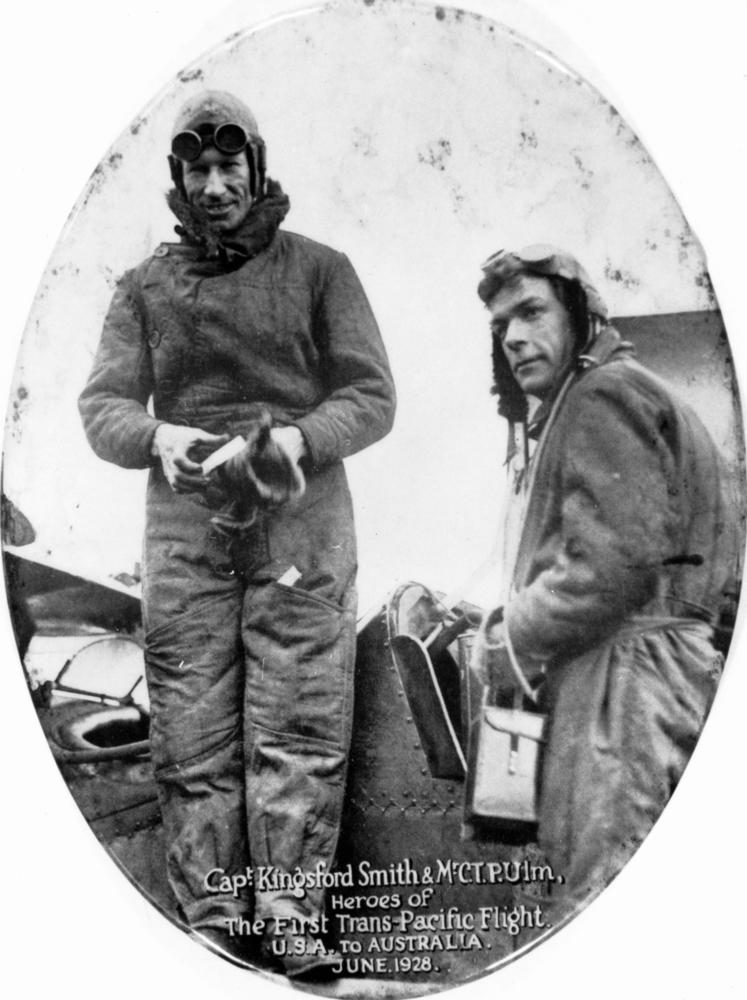
Una fotografía que conmemora el primer vuelo transpacífico.

En 1928, Kingsford Smith y Charles Ulm llegaron a los Estados Unidos y comenzaron a buscar una aeronave. El célebre explorador polar australiano Sir Hubert Wilkins les vendió un monoplano de ocasión Fokker F.VII/3m, al que llamaron Southern Cross («Cruz del Sur» en español).
A las 8:54 a. m. del 31 de mayo de 1928, Kingsford Smith y su tripulación de tres personas partió desde Oakland, California para intentar el primer vuelo transpacífico hacia Australia. El vuelo consistía de tres etapas. La primera, desde Oakland hasta el campo aéreo de Wheeler, en Honolulú, Hawái, cubría una distancia de 3870 km en 27 horas y 25 minutos; una vez en Hawái, la tripulación despegó desde Barking Sands en Mana, Kauai, debido a que la pista de Wheeler no era lo suficientemente larga. Desde allí volaron hacia Suva, Fiyi, a 5077 km de distancia, y llegaron 34 horas y 30 minutos más tarde. Esta fue la parte más exigente del viaje, ya que tuvieron que atravesar una tormenta eléctrica masiva en la zona cercana al Ecuador que los desvió de su ruta y que causó que cruzaran las costas de Australia en una zona ubicada a 170 km al sur de Brisbane, cerca de Ballina, en Nueva Gales del Sur. Desde ese punto volaron hacia Brisbane, a 2709 km de distancia, en veinte horas, y aterrizaron el 9 de junio, después de haber cruzado 11 566 km en total. Una multitud de veintiséis mil personas recibió a Kingsford Smith como a un héroe en el Aeropuerto de Brisbane. Los otros tres tripulantes fueron el aviador australiano Charles Ulm como el copiloto y los estadounidenses James Warner como el operador de radio y el capitán Harry Lyon como el ingeniero de vuelo.
El Archivo Nacional de Cine y Sonido de Australia conserva una película biográfica sobre Kingsford Smith, titulada An Airman Remembers, y grabaciones de Kingsford Smith y Charles Ulm hablando sobre el viaje.
Una joven aspirante a piloto neozelandesa, Jean Batten, asistió a una cena en Australia con Kingsford Smith después del vuelo transpacífico y le dijo "Voy a aprender a volar". Más tarde, lo convenció de llevarla a bordo en el Southern Cross y se convirtió en una aviadora récord, siguiendo su ejemplo en vez de su consejo ("No trates de batir los récords de los hombres y no vueles de noche").

## Vuelo a través del mar de Tasmania de 1928
Después de haber concluido el primer vuelo sin escalas a través de Australia, desde Point Cook (cerca de Melbourne) hasta Perth, Australia Occidental, en agosto de 1928, Kingsford Smith y Charles Ulm fundaron la compañía aérea Australian National Airways. Luego, decidieron intentar el cruce del mar de Tasmania hacia Nueva Zelanda, no solo porque jamás se había hecho sino también con la esperanza de que el gobierno australiano redactara un contrato para que Australian National Airways transportara correo en una base regular entre ambos países. Nadie había sobrevolado el mar después del intento fallido de los neozelandeses John Moncrieff y George Hood, de enero de 1928, cuyo avión se había desvanecido sin dejar rastro. 
Según el plan de vuelo de Kingsford Smith, despegarían desde Richmond, cerca de Sídney, el 2 de septiembre, y aterrizarían a las 9:00 a. m. del día siguiente en el Aeródromo Wigram, cercano a Christchurch, la ciudad más grande de la isla Sur de Nueva Zelanda. Este plan despertó las protestas de los párrocos neozelandeses, ya que iba "era una falta de respeto hacia la santidad del sabbat cristiano". El alcalde de Christchurch apoyó a los párrocos y le envió la protesta a Kingsford Smith; al mismo tiempo, se desató una serie de tormentas en el mar de Tasmania y el vuelo debió ser suspendido, por lo que no se sabe si Kingsford efectivamente recibió el mensaje.
Junto con Charles Ulm, el navegador Harold Arthur Litchfield y el operador de radio Thomas H. McWilliams, un neozelandés recomendado por el gobierno de Nueva Zelanda, Kingsford Smith partió desde Richmond la noche del 10 de septiembre, con la idea de volar de noche y aterrizar catorce horas más tarde. La ruta planeada, de 2600 km, era poco más de la mitad de la distancia entre Hawái y Fiyi. Después de un vuelo tormentoso, en el que tuvieron que lidiar con la congelación atmosférica, el Southern Cross tocó tierra con un clima mucho más favorable cerca del estrecho de Cook, el estrecho entre las dos islas principales de Nueva Zelanda. A unas ciento cincuenta millas de la costa de Nueva Zelanda, la tripulación había dejado caer una corona funeraria en memoria de los dos neozelandeses que habían desaparecido en su intento de cruzar el mar de Tasmania en enero de ese mismo año.
Hubo una enorme bienvenida en Christchurch, donde el Southern Cross aterrizó a las 9:22 a. m. después de un vuelo de catorce horas y veinticinco minutos de duración. Aproximadamente treinta mil personas se dirigieron a Wigram, incluyendo muchos estudiantes de escuelas estatales, que tenían el día libre, y sirvientes públicos, que habían podido salir temprano. El evento también se transmitió en vivo por radio.
Mientras que la Fuerza Aérea Neozelandesa examinaba y reparaba el Southern Cross sin costo, Kingsford Smith y Charles Ulm se embarcaron en una gira triunfante por Nueva Zelanda, a bordo de Bristol Fighters.
Regresaron a Sídney desde Blenheim, una pequeña ciudad al norte de la isla Sur. Retrasado por la niebla, las malas condiciones del tiempo y un error menor de navegación, el vuelo a Richmond tomó más de veintitrés horas; al momento del aterrizaje, el avión sólo tenía combustible para otros diez minutos de vuelo.

## Incidente de 1929
El 31 de marzo de 1929, durante un vuelo entre Sídney e Inglaterra, el Southern Cross, con Kingsford Smith como capitán, hizo un aterrizaje de emergencia en una marisma cerca de la desembocadura del río Glenelg, en Kimberley, una región del norte de Australia Occidental. El avión hundido fue encontrado y rescatado después de una búsqueda de quince días por un grupo formado por George Innes Beard, Albert Barunga y Wally de Kunmunya Mission.
Dos hombres, ambos viejos amigos de Kingsford Smith (Keith Vincent Anderson y Henry Smith 'Bobby' Hitchcock, en su avión Westland Widgeon llamado Kookaburra) se estrellaron en el desierto de Tanami, Australia Central, y fallecieron de sed y desabrigo el 12 de abril de 1929 cuando se dirigían a colaborar con la búsqueda de Kingsford Smith. Aunque este fue exonerado por una demanda oficial, gran parte de los medios y del público sintió que el aterrizaje forzoso se había debido a que los miembros de la tripulación habían bebido café con coñac y estaban ebrios mientras esperaban el rescate, lo que convertía a Kingsford Smith en el responsable de las muertes de Anderson y Hitchcock. Su reputación en Australia nunca volvió a recuperarse del todo durante su vida.
Los cuerpos de Anderson y Hitchcock se recuperaron más tarde del desierto de Tanani. El cuerpo de Hitchcock fue enviado a Perth para ser enterrado en el Cementerio Karrakatta, mientras que los restos de Anderson se enviaron a Sídney. Más de seis mil dolientes asistieron al funeral de Anderson, que fue preparado para honrar a un héroe nacional. Fue enterrado en Rawson Park, Mosman, el 6 de julio de 1929, y se erigió un memorial sobre su tumba en su honor.

## Otros vuelos

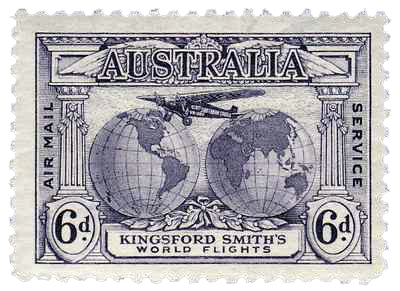
Sello postal, Australia, 1931.

En 1930, compitió solo en una carrera aérea de Inglaterra a Australia, y la ganó después de trece días de vuelo. Llegó a Sídney el 22 de octubre de 1930.
En 1931, compró un Avro Avian que nombró Southern Cross Minor para intentar un vuelo de Australia a Inglaterra. Más tarde, vendió la aeronave al capitán Bill Lancaster, que desapareció el 11 de abril de 1933 en el desierto del Sahara; los restos de Lancaster no se encontraron hasta 1962. Los restos del Southern Cross Minor se encuentran en la actualidad en el Museo de Queensland. También en 1931, Smith comenzó a desarrollar el automóvil Southern Cross como un proyecto complementario. 
En 1933, usó la playa Seven Mile, de Nueva Gales del Sur, como la pista para el primer vuelo comercial entre Australia y Nueva Zelanda. 
En 1934, compró un Lockheed Altair, el Lady Southern Cross, con la intención de competir en la carrera aérea MacRobertson. No llegó a Inglaterra a tiempo para el comienzo de la carrera, así que decidió volar el Lady Southern Cross desde Australia hacia los Estados Unidos, logrando el primer cruce hacia el este del océano Pacífico en una aeronave. 

## Desaparición y muerte
Sir Charles Kingsford Smith y el copiloto Tommy Pethybridge estaban volando el Lady Southern Cross por la noche sobre Allahabad, India, hacia Singapur, como parte de su intento de batir el récord de velocidad entre Inglaterra y Nueva Zelanda de C. W. A. Scott y Tom Campbell Black, cuando desaparecieron sobre el mar de Andamán durante las primeras horas del 8 de noviembre de 1935. Sus cuerpos jamás se recuperaron.
Dieciocho meses después, unos pescadores de Birmana encontraron un tren de aterrizaje y ruedas (con los neumáticos aún inflados) sobre las costas de la isla Aye, en el golfo de Martaban, a tres kilómetros de la costa sureste de Birmana y a 137 al sur de Mottama (antes conocida como Martaban). Lockheed confirmó que el tren de aterrizaje era el del Lady Southern Cross. Los botánicos que examinaron las algas que colgaban del tren estimaron que el resto del avión no se encontraba muy lejos de la isla, a una profundidad de aproximadamente veintisiete metros debajo de la superficie. En la actualidad, las partes rescatadas del avión pueden verse en el Museo Powerhouse de Sídney, Australia.
En 2009, un equipo de cineastas de Sídney declaró que estaban seguros de haber encontrado el Lady Southern Cross. La ubicación del supuesto descubrimiento sería "la bahía de Bengala"; la búsqueda de 2009 fue en el mismo lugar donde se había encontrado el tren de aterrizaje en 1937, en la isla Aye, sobre el mar de Andamán.
A Kingsford Smith le sobrevivieron su esposa, Mary Kingsford Smith y su hijo de tres años de edad, Charles Jnr. Su autobiografía, My Flying Life, fue publicada de manera póstuma en 1937 y se convirtió en un éxito de ventas.

## Honores y legado
En 1932, el rey de Inglaterra le concedió el título de Sir.
Charles Kingsford Smith fue incluido en la lista King's Birthday Honours en 1932 y se le concedió el grado de Knight Bachelor. El 3 de junio de 1932, Sir Isaac Isaacs, el gobernador general de Australia, lo nombró caballero por sus servicios a la aviación y más tarde la Real Fuerza Aérea Australiana lo nombró Comodoro Aéreo honorífico.

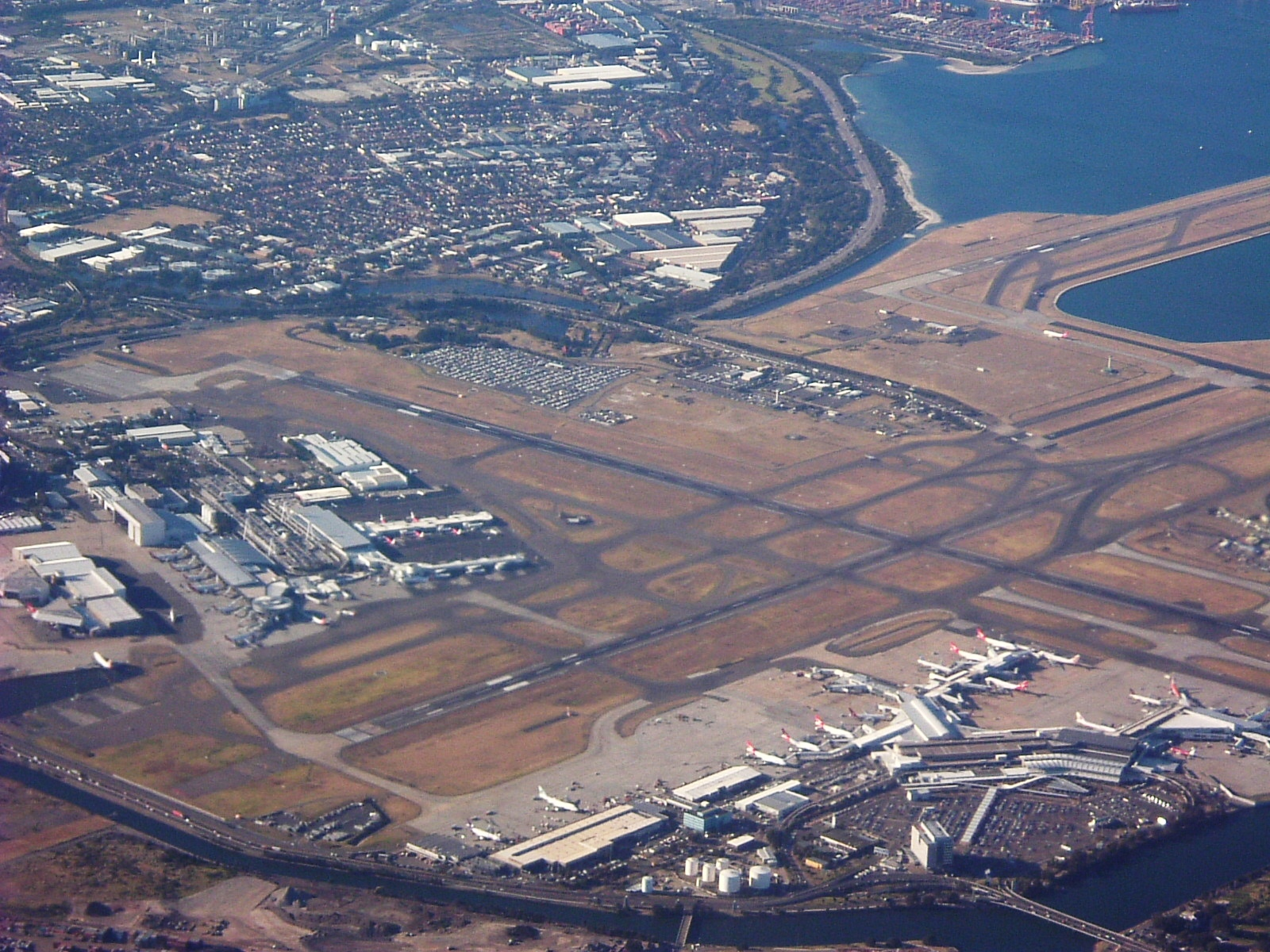
Aeropuerto Internacional Kingsford Smith, en Sídney.

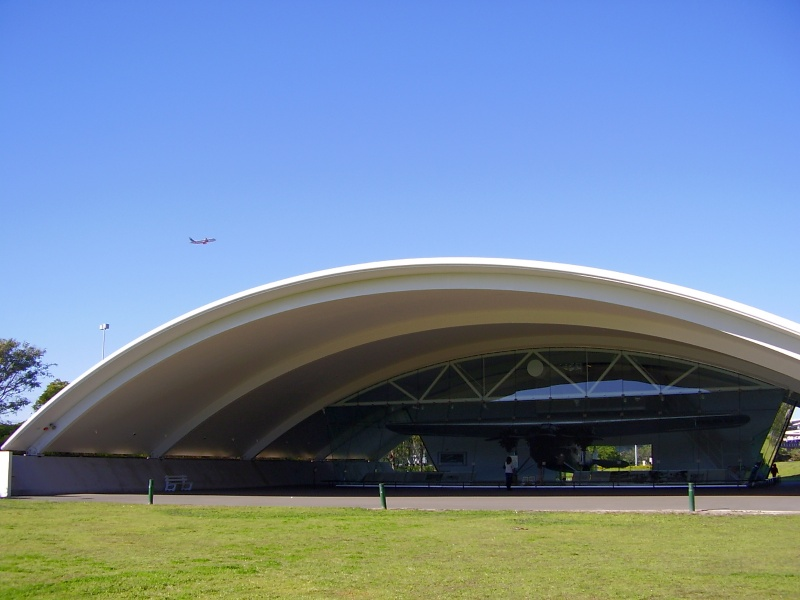
Kingsford Smith Memorial, Brisbane, con el Southern Cross.

El principal aeropuerto de Sídney, ubicado en los suburbios de Mascot, fue nombrado Aeropuerto Internacional Kingsford Smith en su honor. El electorado federal que rodea el aeropuerto se conoce como División de Kingsford Smith e incluye el suburbio de Kingsford.
Su aeronave más famosa, el Southern Cross, ha sido preservada y se encuentra en un memorial dedicado a Sir Charles Kingsford Smith ubicado cerca de la terminal internacional del Aeropuerto de Brisbane. Kingsford Smith había vendido el avión al gobierno australiano en 1935 por tres mil libras esterlinas para que pudiera ser colocado en exposición permanente. El avión se conservó con cuidado durante muchos años hasta que se construyó el memorial actual.
La calle Kingsford Smith Drive, en Brisbane, atraviesa el suburbio donde nació, Hamilton. Otra calle con el mismo nombre, ubicada en Belconnen, Canberra, hace intersección con Southern Cross Drive.
En 2009, se inauguró una escuela que lleva su nombre en el suburbio de Holt, Canberra. En Vancouver, Canadá, hay una escuela primera llamada Sir Charles Kingsford-Smith. 
Su imagen fue incluida en el billete de veinte dólares australianos que estuvo en circulación entre 1966 y 1994, hasta que se lo reemplazó por el billete de polímero, para rendir homenaje a su gran contribución a la aviación y a los logros que cosechó durante su vida. Su imagen también se utilizó en la moneda de un dólar australiano de 1997, el centenario de su nacimiento. 
Albert Park en Suva, donde aterrizó en el vuelo transpacífico, contiene el Pabellón Kingsford Smith. En Nueva Gales del Sur, por otra parte, se erige un memorial que conmemora el primer vuelo comercial a Nueva Zelanda. 
Qantas nombró su sexto Airbus A380 (VH-OQF) con el nombre Kingsford Smith. KLM hizo lo propio con uno de sus Boeing 747 (PH-BUM).